# Hervé Le Tellier
Hervé Le Tellier (1957 -) matemàtic, periodista, editor i escriptor francès. Premi Goncourt de l'any 2020 per la seva novel·la "L'anomalie".

## Biografia
Hervé Le Tellier va néixer el 21 d'abril de 1957. Matemàtic de formació, després periodista, graduat al Centre de Formació de Periodistes de París, és doctor en lingüística i especialista en "literatures de constriccions" Imparteix classes de periodisme a la Universitat Sorbona Paris 3 i pràctiques editorials a París 5. Autor de novel·les, contes, poemes, teatre, Hervé Le Tellier és també autor d'obres molt breus, sovint humorístiques, incloses les seves variacions sobre la La Gioconda. El 1992 va entrar (simultàniament amb el poeta alemany Oskar Pastior a formar part del grup Oulipo (Ouvroir de Littérature Potentielle) i n'es el president des de l'any 2019.
Com a periodista, els anys noranta va ser columnista de la publicació satírica "La Grosse Bertha" amb el pseudònim de "Doctor H". Ha col·laborat amb digital de "Le Monde" i amb la revista "Nouvelles Clés", Ara és col·laborador de la revista cultural de l'Associació Mon Lapin Quotidien. Finalment, amb Frédéric Pagès, periodista de Le Canard enchaîné, va ser un dels fundadors dels Amics de Jean-Baptiste Botul (1896-1947), un filòsof fictici de tradició oral. També es col·laborador del programa de France-Culture "Les Papous dans la tête", 
Com a editor a Castor Astral ha publicat obres de Georges Perec i Roland Brasseur.

## Premis
- 2007: Premi Guanahani per Je m'attache très facilement

- 2013: Premi d'Humor Negre per la seva traducció (fictícia) de "Contes líquids " de Jaime Montestrela, un autor portuguès del que va inventar l’obra i la biografia.[4]
- 2020: Premi Goncourt per L'anomalie

## Obres destacades
- 1991 :Sonates de bar
- 1992: Le Voleur de nostalgie
- 1998: Les amnésiques n'ont rien vécu d'inoubliable
- 1999: Inukshuk, l'homme debout
- 2002: Encyclopaedia Inutilis
- 2004: La Chapelle Sextine.
- 2007: Je m'attache très facilement
- 2009: Assez parlé d'amour
- 2011: Eléctrico W
- 2016: Moi et François Mitterrand. Aquest llibre explicava la correspondència entre un personatge que portava el seu nom i François Mitterrand, va continuar amb els presidents de la República que el van succeir, va ser portat al teatre i interpretat per Olivier Broche.
- 2020: L'anomalie
- 2024: Le nom sur le mur

## Traduccions al català
- L'anomalia. Traduïda al català per Jordi Boixadós i publicada a la col·lecció El Balancí d'Edicions 62.[6]